# Kullamaa
Koordinaten: 58° 53′ N, 23° 59′ O
Kullamaa (deutsch Goldenbeck) ist ein Dorf (estnisch küla) in der Landgemeinde Lääne-Nigula im Kreis Lääne im Westen Estlands. Bis 2017 war es der Hauptort einer gleichnamigen Landgemeinde.

## Einwohnerschaft und Lage

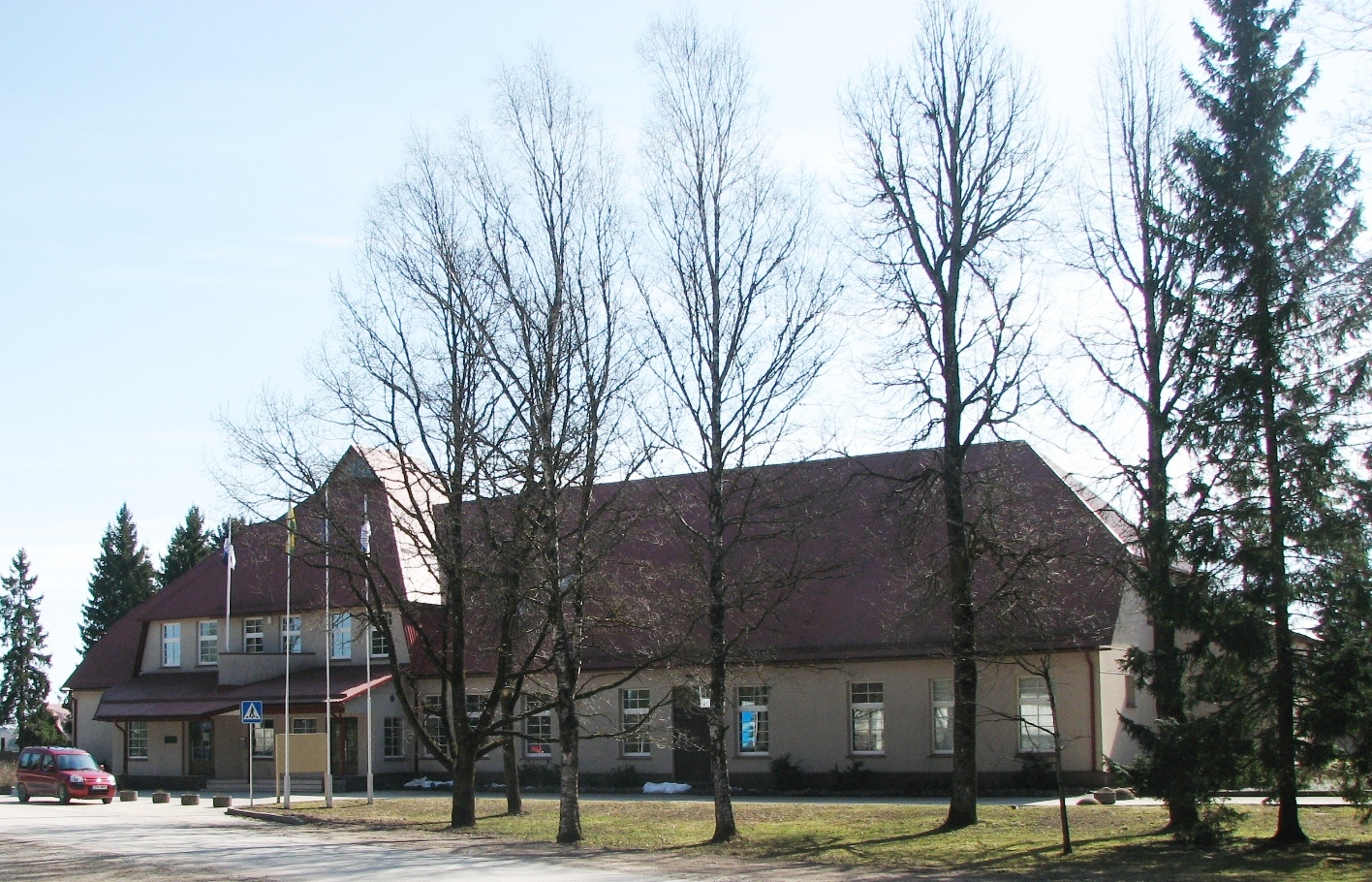
Sitz der Gemeindeverwaltung

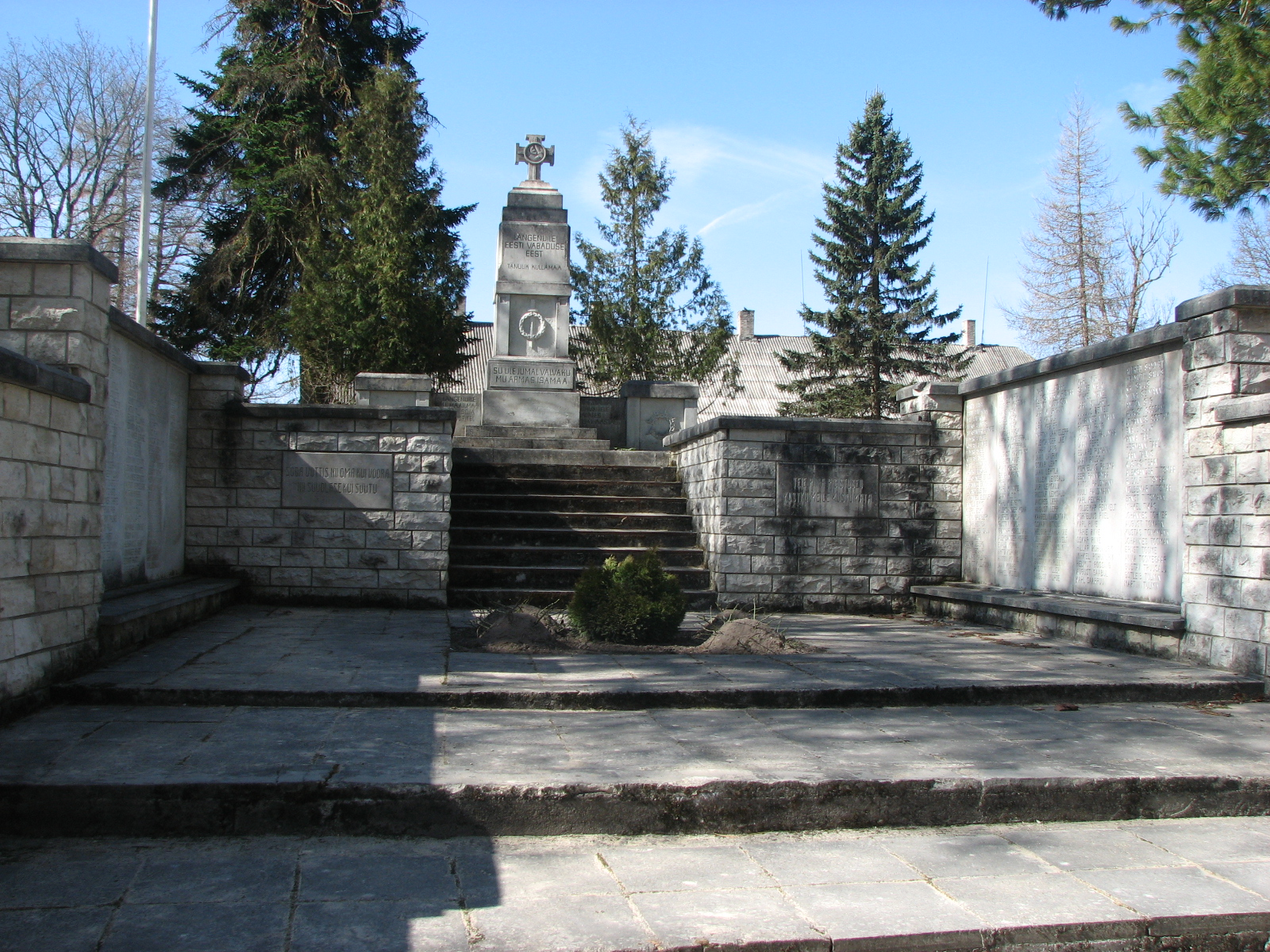
Denkmal für die Gefallenen des Estnischen Freiheitskrieges (1918–1920)

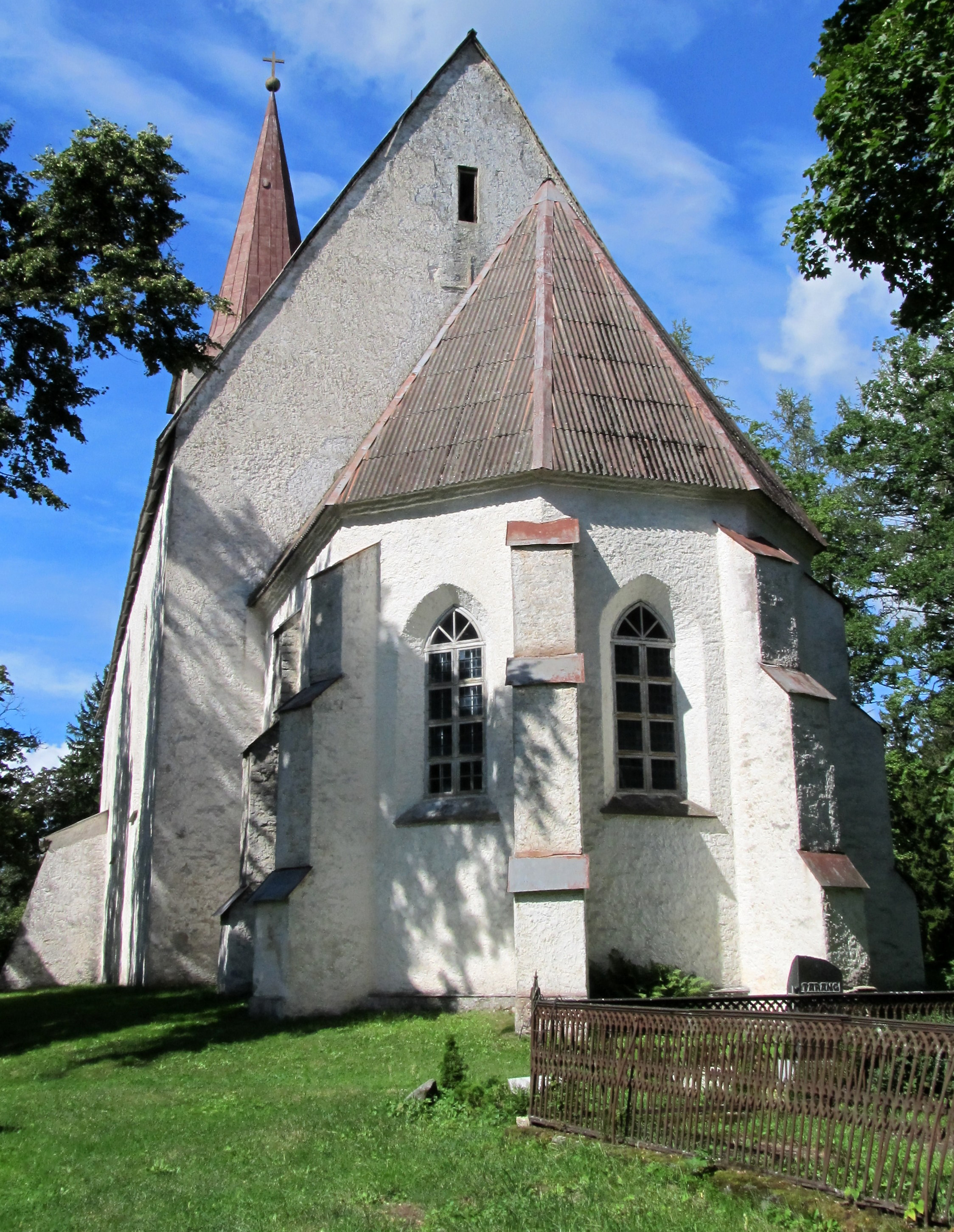
Evangelisch-lutherische Kirche

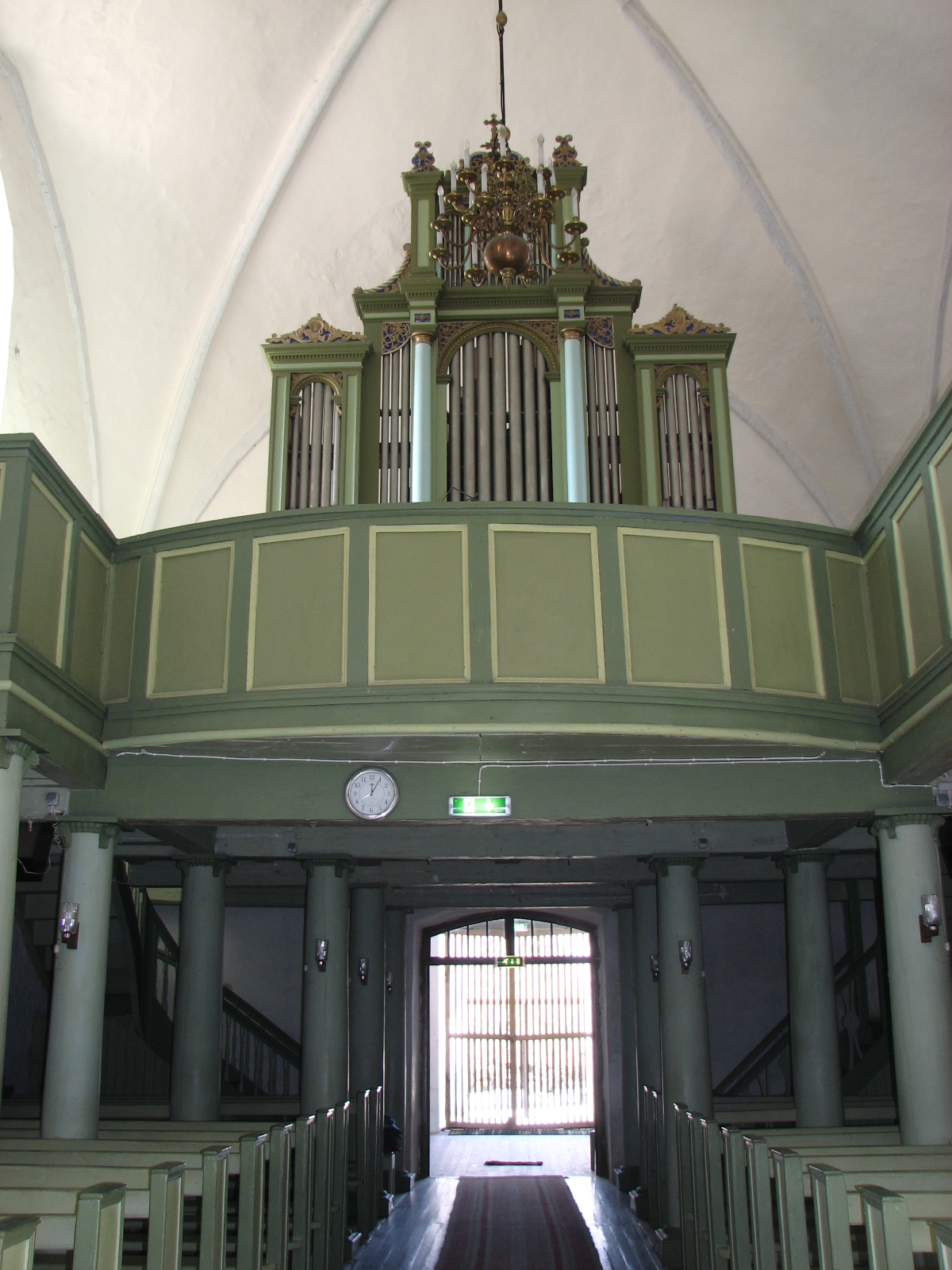
Kirchenorgel

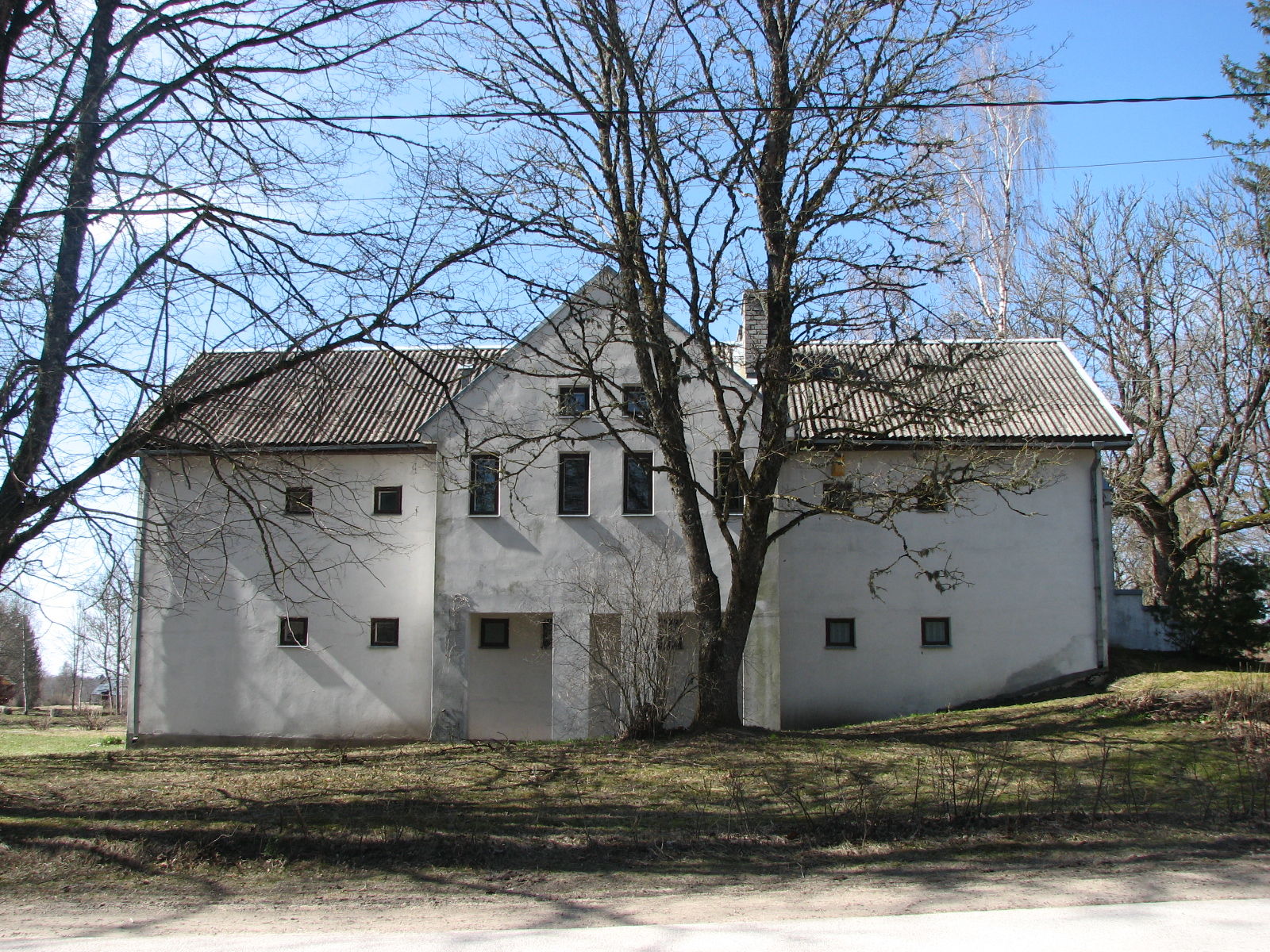
Pastorat

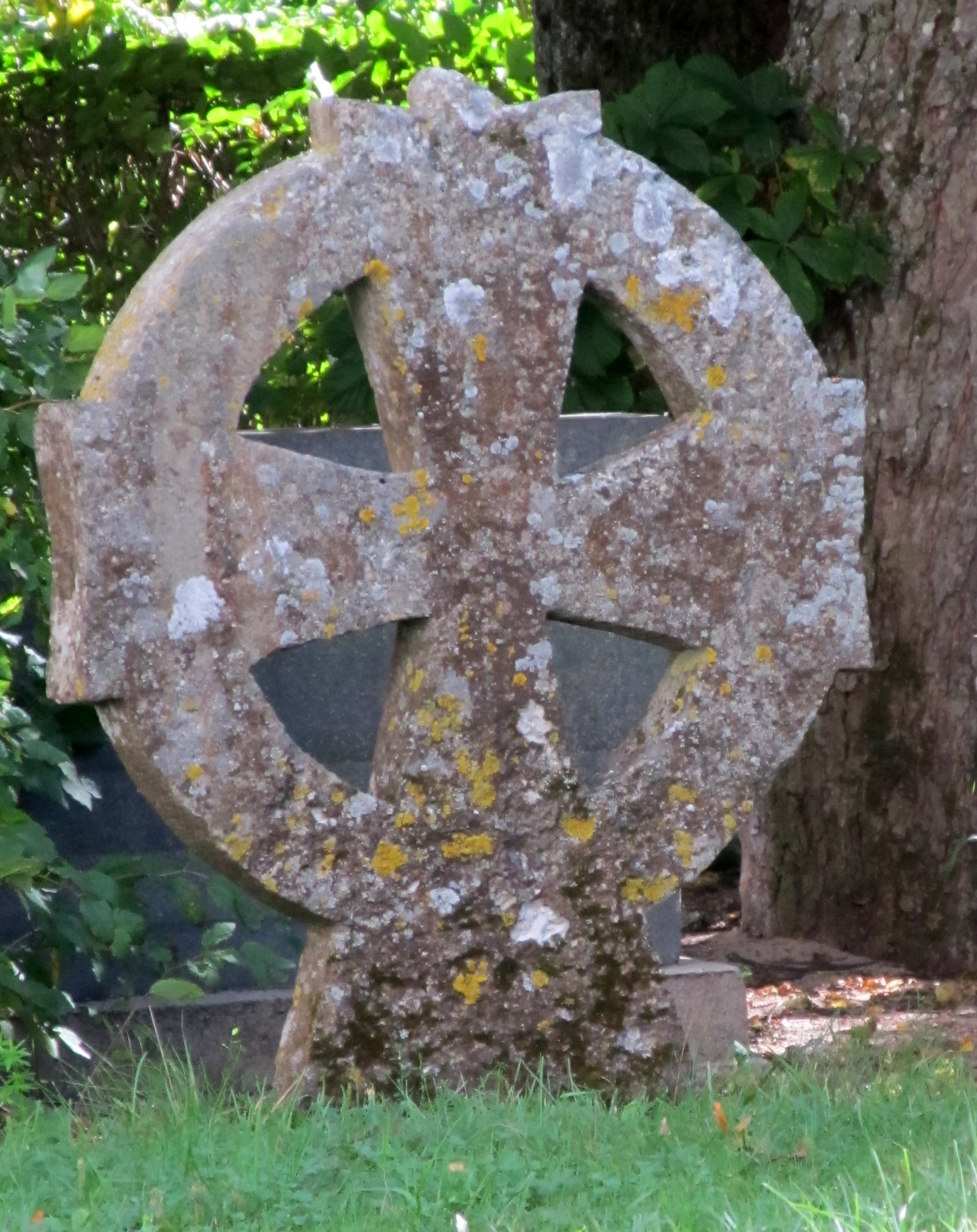
Radkreuz auf dem Friedhof

Der Ort hat 283 Einwohner (Stand 31. Dezember 2011). Er liegt am rechten Ufer des Flusses Liivi (Liivi jõgi) und hat einen Kindergarten, eine Schule, eine Bibliothek und ein Kulturhaus sowie eine Apotheke. 1851 wurde die erste Schule des Ortes im nahegelegenen Dorf Päri gegründet. Sie befindet sich seit 1976 in Kullamaa.

## Geschichte
Nach der Unterwerfung der Region 1220 durch die christlichen Eroberer und der Zerstörung der prähistorischen Burg auf der zehn Meter hohen Anhöhe Rohumägi gründete das Vasallengeschlecht Lode eine Feudalburg, das castrum Goldenbeke. Es wurde bereits 1234 zerstört. An derselben Stelle befand sich vom 11. bis zum 15. Jahrhundert auch ein unterirdischer Friedhof.
Im 13. Jahrhundert wurde das katholische Kirchspiel von Kullamaa ins Leben gerufen. Es unterstand dem Bistum Ösel-Wiek. In der zweiten Hälfte der 1230er Jahre entstand anstatt der zerstörten Festung von Kullamaa die nahegelegene Burg von Koluvere. Sie wurde Ende des 14. Jahrhunderts zur Bischofsburg und war ab 1439 eine der Residenzen der Bischöfe von Ösel-Wiek.
Bereits zu Beginn des 16. Jahrhunderts wurden die Dörfer Groß-Goldenbeck (Suur Kullamaa) und Klein-Goldenbeck (Väike Kullamaa) urkundlich erwähnt. Während der schwedischen Herrschaft über Estland entstanden die beiden gleichnamigen Höfe. 1646 bis 1771 waren die von Löwen Eigentümer von Groß und Klein Goldenbeck.

## Kirche
Mit dem Bau der einschiffigen St. Johannis-Kirche von Kullamaa wurde bereits Ende des 13. Jahrhunderts begonnen. Die erste schriftliche Erwähnung stammt aus dem Jahr 1364.
Die ehemalige Wehrkirche weist starke Ähnlichkeiten mit der Domkirche von Haapsalu und der Kirche in Pöide auf der Insel Saaremaa auf. Erst 1762 wurde die Sakristei ergänzt. 1774 musste die Kirche durch zwei massive Stützmauern ergänzt werden, um ihr Einsinken zu verhindern. 1865 wurde das Gotteshaus erweitert und erhielt einen neuen Chor. Erst 1870 konnte der 46,1 Meter hohe Glockenturm im neogotischen Stil eingeweiht werden.
Sehenswert im Inneren sind fünf Grabplatten aus dem 17. Jahrhundert. Eine geschnitzte Golgatha-Gruppe des Holzschnitzers und Bildhauers Budewin Budeloch datiert von 1682. Die Kanzel im Stil der Renaissance ist wahrscheinlich ein Werk des in Haapsalu tätigen Meisters Marten Mattiesen von 1626.
Aus dem Jahr 1788 stammt die Grabplatte der württembergischen Prinzessin Auguste Caroline (1764–1788). Sie befand sich von ihrem Mann getrennt in der „Obhut“ der russischen Zarin Katharina II. Am 16. September 1788 starb Auguste Caroline unter bis heute ungeklärten Umständen im Alter von 23 Jahren auf dem nahegelegenen Schloss von Koluvere. Sie wurde ohne kirchliche Feierlichkeiten in der Kirche von Kullamaa bestattet.
Das pseudogotische Altargemälde „Christus am Kreuz“ von 1865 stammt von dem in Dresden geborenen Maler Carl Sigismund Walther (1783–1866). Die Orgel ist eine Arbeit des estnischen Orgelbauers Carl August Tanton (1801–1890) aus dem Jahr 1854. Sie weist ein Manual und zwölf Register auf.

## Pastorat
Am historischen Pastorat von Kullamaa waren zahlreichen Personen der estnischen Kultur- und Sprachgeschichte tätig.
Von 1524 bis 1540 war Johannes Lelow katholischer Pfarrgeistlicher in Kullamaa. Er führte auch das sogenannte Wackenbuch, ein Rechnungsbuch der örtlichen Güter. Am Ende des Wackenbuchs von 1525 sind auch drei Texte in estnischer Sprache niedergeschrieben: ein Pater Noster, ein Ave Maria und ein Credo. Bei der sogenannten Handschrift von Goldenbeck (estnisch Kullamaa käsikiri) handelt es sich um den ältesten längeren Text in estnischer Sprache, der sich erhalten hat. Der Urheber der Texte ist nicht bekannt. Die insgesamt ca. 140 Wörter umfassenden Stellen wurden 1923 von dem Tallinner Stadtarchivar Paul Johansen entdeckt.
Mehr als vierzig Jahre war der evangelisch-lutherische Theologe Heinrich Göseken (der Ältere, 1612–1681) Pastor von Kullamaa. Er wurde in Hannover geboren und lernte nach seiner Ankunft in Estland 1637 schnell die lokale Sprache. Aus seiner Feder stammt eine 547 Seiten starke estnische Grammatik Manuductio ad Linguam Oesthonicam mit einem fast 10.000 Stichwörter umfassenden deutsch-lateinisch-estnischen Wörterverzeichnis. Daneben finden sich darin estnische Sprichwörter und Rätsel. Gösekens 1660 gedrucktes Werk war nach den Arbeiten Heinrich Stahls (1637) und Johann Gutslaffs (1648) erst die dritte Grammatik der estnischen Sprache überhaupt. Göseken übersetzte daneben für das Neu Esthnische Gesangbuch von 1665 zahlreiche deutsche Kirchenlieder ins Estnische. Gösekens barock ausgeschmücktes Epitaph an der Nordwand der Kirche von Kullamaa ist wahrscheinlich ein Werk des Künstlers Budewin Budeloch von 1681/82.
Von 1710 bis 1747 war Heinrich Gutsleff (1680–1748) Pastor von Kullamaa. Er gilt als einer der Miturheber der estnischen Übersetzung des Neuen Testaments von 1715.

## Friedhof
Bekannt ist der Friedhof von Kullamaa vor allem für seine steinernen Radkreuze aus dem 17. und 18. Jahrhundert. Sie erinnern an die dort begrabenen estnischen Bauern, eine Seltenheit zur damaligen Zeit.
„Auf dem Friedhof steht ein Radkreuz mit der Jahreszahl 1621, vor dem meistens Blumen liegen. Die gut erhaltenen Buchstaben ergeben die Inschrift Sitta Kodt Mats – in der Übersetzung „Mats mit dem Kotsack“. Hier liegt gewissermaßen der erste Biobauer Estlands begraben, der die Kuhfladen vom Weg aufsammelte und damit sein kleines Feld düngte.“
Daneben sind zahlreiche deutschbaltische Adlige und Gutsbesitzer auf dem Friedhof beigesetzt.
Auf dem Friedhof von Kullamaa befindet sich das Grab des estnischen Komponisten Rudolf Tobias (1873–1918), dessen sterbliche Überreste 1992 vom Berliner Friedhof Wilmersdorf überführt worden waren. An Tobias erinnert in Kullamaa auch ein Denkmal von 1973 sowie eine „Komponisten-Bank“ von 2013.

## Söhne und Töchter des Ortes
In Kullamaa wurden der estnische Mediziner Gustav Hirsch (1828–1907), die Maler Valdemar Väli (1909–2007) und Eduard Einmann (1913–1982) sowie der Flugpionier Ulrich Brasche (1909–1984) geboren.